# イスラエルとブータンの関係
イスラエルとブータンの関係（ヘブライ語: יחסי בהוטן–ישראל、英語: Bhutan–Israel relations）は、イスラエルとブータンの外交関係を指す。イスラエルとブータンは、2020年末にそれぞれの国の駐インド大使の間で協定が署名されたことにより、公式な関係が始まった。イスラエルは、ブータンが国交を樹立した54番目の国である。報道によると、両国は1982年以来、非公式ながら強い関係を築いてきており、正式発表の数年前から秘密裏に交渉を続けてきた。